# Heisdorf
Heisdorf ist eine Ortsgemeinde im Eifelkreis Bitburg-Prüm in Rheinland-Pfalz. Sie gehört der Verbandsgemeinde Prüm an.

## Geographie
Heisdorf liegt in der Westeifel.
Nachbarorte sind die Ortsgemeinden Dingdorf im Norden, Nimsreuland im Osten, Lasel im Südosten, Lascheid und Dackscheid im Südwesten, sowie Matzerath im Nordwesten.

## Geschichte
Der Ort gehörte bis zum Ende des 18. Jahrhunderts zur Meierei Dingdorf und zum kurtrierischen Amt Schönecken. Er war als Lehen von der Abtei Prüm an die Herren von Heisterscheid vergeben.
Die Inbesitznahme des Linken Rheinufers durch französische Revolutionstruppen beendete die alte Ordnung. Der Ort wurde von 1798 bis 1814 Teil der Französischen Republik (bis 1804) und anschließend des Französischen Kaiserreichs, zugeordnet der Mairie Dingdorf im Arrondissement Prüm des Saardépartements. Nach der Niederlage Napoleons kam Heisdorf aufgrund der 1815 auf dem Wiener Kongress getroffenen Vereinbarungen zum Königreich Preußen und gehörte nun zum Kreis Prüm des Regierungsbezirks Trier, der 1822 Teil der neu gebildeten preußischen Rheinprovinz wurde. Aus der Mairie wurde die Bürgermeisterei Dingdorf, die 1927 in Amt umbenannt und 1936 – zusammen mit anderen Ämtern – im vergrößerten Amt Schönecken aufging.
Als Folge des Ersten Weltkriegs war die gesamte Region dem französischen Abschnitt der Alliierten Rheinlandbesetzung zugeordnet. Nach dem Zweiten Weltkrieg wurde Heisdorf innerhalb der französischen Besatzungszone Teil des damals neu gebildeten Landes Rheinland-Pfalz.
Bevölkerungsentwicklung
Die Entwicklung der Einwohnerzahl von Heisdorf, die Werte von 1871 bis 1987 beruhen auf Volkszählungen:
| Jahr | Einwohner |
| ---- | --------- |
| 1815 | 47        |
| 1835 | 69        |
| 1871 | 92        |
| 1905 | 93        |
| 1939 | 76        |
| 1950 | 65        |
| 1961 | 64        |

| Jahr | Einwohner |
| ---- | --------- |
| 1970 | 87        |
| 1987 | 98        |
| 1997 | 100       |
| 2005 | 102       |
| 2011 | 108       |
| 2017 | 118       |
| 2024 | 117       |

## Politik

### Bürgermeister
Hermann Rähles wurde 2024 Ortsbürgermeister von Heisdorf.
Sein Vorgänger war Rolf Brügel seit November 2009.
Brügels Vorgänger Alois Junk-Alff hatte das Amt von 1999 bis 2009 ausgeübt.

## Sehenswürdigkeiten
In der Denkmalliste des Landes Rheinland-Pfalz (Stand: 2021) ist ein Wegekreuz aus dem Jahr 1807 als Kulturdenkmal ausgewiesen.

## Verkehr
Durch Heisdorf verläuft die Bundesautobahn 60; die nächsten Anschlussstellen sind Prüm und Waxweiler. Der nächste Bahnhof ist Mürlenbach an der Eifelbahn Köln–Trier, etwa 17 km östlich von Heisdorf gelegen.